# María Edwards McClure
María Edwards McClure (Santiago, 11 de diciembre de 1893 - ibídem, 8 de junio de 1972) fue una activista chilena miembro de la resistencia francesa durante la Segunda Guerra Mundial, distinguida con el reconocimiento de los Justos entre las Naciones por su contribución a la salvación de varios judíos, especialmente niños, víctimas de la persecución durante el holocausto. Tía abuela de Agustín Edwards Eastman.

## Biografía
Hija de Agustín Edwards Ross y de María Luisa McClure Ossandón, se casó con el diplomático chileno Guillermo Errázuriz Vergara. La pareja se fue a París cuando este fue destinado a la embajada en esa ciudad. La pareja tuvo una hija, María Angélica, que nació en Inglaterra y murió en Santiago en 1966. En 1922 Errázuriz se suicidó (se había enamorado de la actriz estadounidense Peggy Hopkins Joyce y tras su rechazo, optó por quitarse la vida); María se quedó en la capital francesa, donde en 1926 se casó en segundas nupcias con Jacques Feydeau, hijo del dramaturgo Georges Feydeau, del que se separó poco después.
Durante la ocupación alemana de París, trabajó como voluntaria del hospital Rothschild, donde se la conoció  principalmente como Marie Errázuriz o Tante Marie. Se unió a la resistencia francesa, lo que le permitió salvar la vida de muchas personas, entre los que se cuentan varios niños judíos que habían sido separados de sus padres. Fue varias veces arrestada e interrogada por la Gestapo; sin embargo, gracias a sus contactos diplomáticos, pudo siempre salir libre.
En 1953 fue condecorada con el grado de Caballero de la Legión de Honor de Francia por la valentía demostrada. Tras el fin de la guerra, regresó a Chile junto a René Núñez Schwartz, judío español quien la acompañó hasta que murió en 1970 (ingirió una cápsula de cianuro delante de ella).
Fue homenajeada póstumamente en noviembre de 2006 en el memorial Yad Vashem de Israel como una de los Justos entre las Naciones por su participación en salvar la vida de varios niños judíos en Francia.
Conocida en Francia igualmente con el nombre de María Errázuriz, una plaza del XII Distrito de París lleva su nombre desde 2017.

## María Edwards en la cultura
En 2016, su pariente, el novelista Jorge Edwards, publicó La última hermana, en la que recrea literariamente su vida y, sobre todo, sus vicisitudes durante la Segunda Guerra Mundial.